# Симонян, Воски Захаровна
Воски́ Заха́ровна Симоня́н (арм. Ոսկի Զաքարի Սիմոնյան; 1918, село Арени Первой Республики Армения — дата и место смерти не установлены) — армянский советский табаковод, передовик сельскохозяйственного производства. Герой Социалистического Труда (1950).

## Биография
Воски Захаровна Симонян родилась в 1918 году в селе Арени Первой Республики Армения (ныне в Вайоцдзорской области Республики Армения), в бедной семье сельского рабочего.
В 1934 году Воски Симонян перешла на работу в колхоз имени Калинина Кешишкендинского района Армянской ССР (с 1935 года — Микояновский район, с 1957 года — Ехегнадзорский район). Проявив свои способности с лучшей стороны, в 1938 году Симонян была назначена звеньевой табаководческого звена колхоза. Под руководством Симонян звену удалось улучшить качество выращивания плантаций табака и повысить урожайность данной сельскохозяйственной культуры. Звено утвердило новые планы с целью получения 20 центнеров урожая табака с каждого гектара. Под руководством Симонян колхозники выращивали обильное количество проростков и на каждом гектаре посадили более 100000 растений. В результате эффективной борьбы против сорных растений, своевременного выполнения таких агротехнических мероприятий, как разрыхление плантаций, использование удобрений, сбор и сушка урожая, звено достигло высоких результатов. К 1949 году с каждого гектара было получено 24,5 центнера урожая табака сорта «Самсун» на общей территории 3 гектара.
Указом Президиума Верховного Совета СССР от 17 августа 1950 года за получение высоких урожаев табака при выполнении колхозами обязательных поставок и контрактации по всем видам сельскохозяйственной продукции, натуроплаты за работу МТС в 1949 году и обеспеченности семенами всех культур в размере полной потребности для весеннего сева 1950 года Воски Захаровне Симонян было присвоено звание Героя Социалистического Труда с вручением ордена Ленина и золотой медали «Серп и Молот».
В дальнейшем звено Воски Симонян продолжало получать высокие урожаи табака, за что звеньевая Симонян была награждена орденом Трудового Красного Знамени. С 1957 года Симонян работала дояркой в корововодческой ферме колхоза имени Калинина Ехегнадзорского района Армянской ССР.

## Награды
- Герой Социалистического Труда (Указ Президиума Верховного Совета СССР от 17 августа 1950 года, орден Ленина и медаль «Серп и Молот») — за получение высоких урожаев табака при выполнении колхозами обязательных поставок и контрактации по всем видам сельскохозяйственной продукции, натуроплаты за работу МТС в 1949 году и обеспеченности семенами всех культур в размере полной потребности для весеннего сева 1950 года[3].
- Орден Трудового Красного Знамени (2.06.1952)[3].